# Brachycaudus mordvilkoi
Brachycaudus mordvilkoi är en insektsart. Brachycaudus mordvilkoi ingår i släktet Brachycaudus och familjen långrörsbladlöss. Inga underarter finns listade i Catalogue of Life.